# Pseudonapomyza asystasiae
Pseudonapomyza asystasiae är en tvåvingeart som beskrevs av Spencer 1965. Pseudonapomyza asystasiae ingår i släktet Pseudonapomyza och familjen minerarflugor. Inga underarter finns listade i Catalogue of Life.